# Garigliano
|  | Per a altres significats, vegeu «Emirat del Garigliano». |

El Garigliano és un riu d'Itàlia. Se'l coneix també com Liri (nom que porta al començament). El seu nom antic fou Liris. Aquest riu fou teatre de quatre batalles importants: 
- El juny del 915, entre la lliga del papa Joan X, dirigida pel duc Alberic de Spoleto, i els sarraïns que havien començat a establir-se a la vall.
- El 29 de desembre del 1503, de la victòria dels terços del Gran Capità contra els francesos, prop de Gaeta, que consolida els drets de Ferran el Catòlic al Regne de Nàpols i li n'atorga la sobirania. En aquesta batalla, segons diversos autors, hi havia molts catalans; un d'aquests fou Cristòfor Despuig, que després de la batalla posa en boca del Gran Capità: "essos dos caballeros... si no fuese por ellos, no tuviéramos hoy que comer".[1]En aquesta batalla, hi morí ofegat Piero de Mèdici, i passà el control de la família dels Mèdici a Giovanni de Mèdici, més tard papa Lleó X.
- El 1860, la derrota de l'exèrcit del rei Borbó de Dues Sicílies contra els piemontesos.
- Des del novembre del 1943, una llarga batalla entre els aliats i els alemanys (vegeu Monte Cassino).

## Nota
1. ↑  Col·loquis de la insigne ciutat de Tortosa, 1555, manuscrit del Pare Fidel Fita, p.90 Arxivat 2012-03-08 a Wayback Machine.